# The School for Good and Evil (Film)
The School for Good and Evil ist ein US-amerikanischer Fantasyfilm aus dem Jahr 2022, der auf dem Roman The School for Good and Evil – Es kann nur eine geben von Soman Chainani basiert. Die Literaturverfilmung entstand unter der Regie von Paul Feig nach einem Drehbuch von ihm und David Magee.
Der Film wurde am 19. Oktober 2022 weltweit auf dem Streamingdienst Netflix veröffentlicht.

## Handlung
Im Mittelpunkt der Geschichte stehen die besten Freundinnen Sophie und Agatha, die auf die School for Good and Evil gehen. Die Schule bildet die zukünftigen Helden und Bösewichte für ihre Karriere in einem späteren Märchen aus. Sophie träumt seit Jahren davon, Prinzessin zu werden. Ihre Freundin Agatha dagegen scheint mit ihrem etwas düsteren Wesen für die entgegengesetzte Laufbahn vorbestimmt. Das Schicksal entscheidet jedoch anders und stellt die Freundschaft der Mädchen auf eine harte Probe.

## Produktion

### Entstehungsgeschichte
Kurz nach der Veröffentlichung des ersten Buches der Reihe im Jahr 2013 ging Roth Films eine Partnerschaft mit Jane Startz Productions ein, um die Rechte zur Produktion eines Films zu erwerben, der auf dem Roman basiert. Universal Pictures erwarb schlussendlich für eine siebenstellige Summe die Rechte an dem Projekt. Roth, Startz und Palak Patel wurden zu Produzenten ernannt. Chainani und Malia Scotch Marmo wurden als Drehbuchautoren verpflichtet. Im Juli 2015 erklärte Chainani, dass er zusammen mit Scotch Marmo das Drehbuch fertig hätte. In den darauffolgenden Jahren war das Projekt in der Entwicklungshölle gefangen. 2017 erwarb Netflix die Rechte an dem Stoff und setzte das Projekt mit einem neuen Team fort. David Magee und Laura Solon wurden für die Überarbeitung des Drehbuches beauftragt. Paul Feig wurde als Regisseur engagiert. Er fungiert auch neben Roth, Jeffrey Kirschenbaum, Startz und Laura Fischer als Produzent des Filmes.

### Besetzung
Im November 2020 wurde Fiona Weir als Casting Director beauftragt, die Hauptrollen zu besetzen. Die zwei weiblichen Hauptrollen der Sophie und Agatha gingen im Dezember 2020 an Sophia Anne Caruso respektive Sofia Wylie. Im Februar 2021 wurden die Verpflichtungen von Kerry Washington und Charlize Theron bekannt. Laurence Fishburne, Michelle Yeoh, Jamie Flatters und Kit Young schlossen sich im März 2021 der Besetzung an.
Im Juni 2021 wurde bekannt, dass Cate Blanchett für das Projekt engagiert wurde und dabei als Erzählerin im Film fungiert. Die Verpflichtung von Ben Kingsley, Patti LuPone, Rob Delaney, Rachel Bloom und Earl Cave wurde im November 2021 bekannt.

### Dreharbeiten
Die Dreharbeiten begannen am 8. April 2021 in Belfast, Nordirland, sowie in den Belfast Harbour Studios und in den Loop Film Studios. Als Schauplatz der Schule dienten unter anderem die St Peter’s Church, die St Anne’s Cathedral, das Herrenhaus Mount Stewart, das Ulster Folk Museum, der Gutshof Clandeboye Estate, das Castle Archdale sowie die Wälder Big Dog Forest und Woodburn Forest. Anfang Juli 2021 waren die Hauptdreharbeiten abgeschlossen, einzelnen Szenen mussten Ende Juli nachgedreht werden.

## Veröffentlichung
Die ersten Bilder aus dem Film wurden im Mai 2021 veröffentlicht. Im Juni 2022 wurden das Filmposter sowie ein erster Teaser-Trailer publiziert.
Der Film erschien weltweit am 19. Oktober 2022 auf Netflix. Ursprünglich war der Termin für den 21. Oktober datiert.